# 根廷根
根廷根是德国莱茵兰-普法尔茨州的一个市镇。总面积4.18平方公里，总人口68人，其中男性35人，女性33人（2011年12月31日），人口密度16人/平方公里。